# مدام بوفاري (فلم 2014)
مدام بوفاري (Madame Bovary)، فيلم دراما أمريكي وبلجيكي وألماني. أخرجتهُ المخرجة الفرنسية صوفي بارت سنة 2014، ولُغتُهُ الأصلِيَّة هي الإنجليزية. مثلت فيه دور إيما المُمَثلة الأسترالية-البولونية ميا واسيكوسكا
الفيلم مقتبس مُباشرةً من الرِّواية التي تحمل نفسَ الاسم للكاتب الفرنسي جوستاف فلوبير، مع تغيير كبير في بعض التفاصيل.

## روابط خارجية
- مدام بوفاري على موقع IMDb (الإنجليزية)
- مدام بوفاري على موقع ميتاكريتيك (الإنجليزية)
- مدام بوفاري على موقع روتن توميتوز (الإنجليزية)
- مدام بوفاري على موقع نتفليكس (الإنجليزية)
- مدام بوفاري على موقع ألو سيني (الفرنسية)
- مدام بوفاري على موقع أول موفي (الإنجليزية)
- مدام بوفاري على موقع بوكس أوفيس موجو (الإنجليزية)
- مدام بوفاري على موقع فيلمافينيتي (الإسبانية)
- مدام بوفاري على موقع قاعدة بيانات الأفلام السويدية (السويدية)
- مدام بوفاري على موقع قاعدة بيانات الفيلم (الإنجليزية)